# Animal Science Papers and Reports
Animal Science Papers and Reports is een Pools, aan collegiale toetsing onderworpen open access wetenschappelijk tijdschrift op het gebied van de veeteelt.
De naam wordt in literatuurverwijzingen meestal afgekort tot Anim. Sci. Paper. Rep.
Het eerste nummer verscheen in 2003.